# Mastomys natalensis
Mastomys natalensis  (Smith, 1834) è un roditore della famiglia dei Muridi diffuso nell'Africa subsahariana.

## Descrizione

### Dimensioni
Roditore di medie dimensioni, con la lunghezza della testa e del corpo tra 90 e 155 mm, la lunghezza della coda tra 88 e 150 mm, la lunghezza del piede tra 18 e 30 mm, la lunghezza delle orecchie tra 11,0 e 24 mm e un peso fino a 90 g.

### Aspetto
La pelliccia è lunga e moderatamente soffice e setosa. Il muso è leggermente allungato. Gli incisivi superiori sono arancione pallido, quelli inferiori invece giallo-paglierino. Il colore delle parti dorsali e dei lati della testa è rossastro chiaro o bruno-giallastro, con dei leggeri riflessi nerastri. I fianchi sono fulvi, mentre le parti ventrali e le zampe sono bianche. Le orecchie sono di proporzioni normali ed ovali, con la superficie interna, particolarmente verso i margini, finemente cosparsa di piccoli peli fulvi, mentre la superficie esterna ricoperta di pochi peli brunastri. La coda è più corta della testa e del corpo, è color marrone sopra e bianca sotto ed è ricoperta di piccoli peli rigidi. Il cariotipo è 2n=32 FN=54.

## Biologia

### Comportamento
È una specie notturna, terricola e gregaria. Si rifugia in buche nel terreno o all'interno di case nelle soffitte o in fessure dei muri.

### Alimentazione
Si nutre di semi, in particolare delle specie di Acacia, baccelli secchi e della polpa di frutti selvatici. Sono stati osservati casi di cannibalismo.

### Riproduzione
Le femmine danno alla luce 10-16 piccoli alla volta in ogni periodo dell'anno e dopo una gestazione di 23 giorni. Raggiungono la maturità sessuale dopo 100 giorni.

## Distribuzione e habitat
Questa specie è diffusa in gran parte dell'Africa subsahariana, dal Senegal orientale alla Somalia ad est e al Sudafrica sud-orientale a sud.
È una specie commensale dell'Uomo. Vive solo in zone abitate e tende a percorrere le strade, dove talvolta viene accidentalmente trasportato dai veicoli attraverso il continente.

## Tassonomia
Considerata l'incertezza tassonomica all'interno della specie, nessuna sottospecie al momento è ritenuta valida.

## Conservazione
La IUCN Red List, considerato il vasto areale, la popolazione numerosa, la presenza in diverse aree protette e la tolleranza alle modifiche ambientali, classifica M.natalensis come specie a rischio minimo (Least Concern).

## Rapporti con l'Uomo
Recenti studi effettuati in Guinea hanno rivelato che questa specie è serbatoio naturale del Lassa Virus.
Recentemente si sta diffondendo come animale da compagnia, nonostante sia utilizzato come cibo per rettili o come animale da laboratorio.